# Lothar Kobilke
Lothar Kobilke (ur. 1902, zm. ?) – zbrodniarz hitlerowski, członek załogi niemieckiego obozu koncentracyjnego Mauthausen-Gusen i SS-Rottenführer.
Z zawodu młynarz. Członek SS. Pełnił służbę jako strażnik w podobozie KL Mauthausen – Ebensee od 26 grudnia 1943 do 5 maja 1945. Kobilke maltretował więźniów (także tych, którzy pracowali w obozowych kamieniołomach) i składał na nich raporty, w związku z czym nakładano na nich okrutne kary.
Został skazany w procesie załogi Mauthausen-Gusen (US vs. Hans Joachim Geiger i inni) na 15 lat pozbawienia wolności.